# Psilomelano
Lo psilomelano è un minerale di manganese duro costituito da una miscela di diversi ossidi di manganese. Tuttavia, poiché contiene principalmente il minerale romanèchite, noto anche con il sinonimo di schwarzer glaskopf (letteralmente testa di vetro nera in lingua tedesca), lo psilomelano è talvolta indicato anche come tale. Poiché si tratta di una miscela di diversi minerali, lo psilomelano non è più considerato un minerale a sé stante.

## Etimologia e storia
Il nome psilomelano deriva dalle parole greche ψιλός ('psilos', liscio) e μέλας ('melas', nero), termini scelti a causa del suo aspetto e colore.
A tutt'oggi il nome psilomelano è considerato un termine obsoleto per miscele di vari ossidi di manganese neri duri (come hollandite, criptomelano, ma anche romanèchite).

## Proprietà
La mistura psilomelano possiede una durezza Mohs compresa tra 5 e 6 e densità tra 4,7 e 4,72 g/cm³. È di colore nero ferro con lucentezza semimetallica e aspetto opaco.

## Origine e giacitura
Lo psilomelano, come la pirolusite, è un tipico minerale sedimentario. Tuttavia, può anche formarsi secondariamente nella zona di ossidazione di altri minerali di manganese.
Grandi giacimenti di psilomelano si trovano principalmente in Georgia e in Ucraina. In Germania, le occorrenze maggiori si registrano soprattutto nella Foresta Nera (presso Eisenbach) e nei Monti Metalliferi (Sassonia).
La miscela psilomelano è piuttosto comune ed è stata trovata in molti siti sparsi per il mondo.